# Epitome of Torture
Epitome of Torture det tyska thrash metal-bandet Sodoms fjortonde studioalbum, utgivet i april 2013 på Steamhammer och i Japan på Octave i maj samma år. Albumet gavs även ut i digipakversioner med bonusspår.
Albumet var bandets första med trummisen Markus "Makka" Freiwald, som ersatte Bobby Schottkowski.
En musikvideo spelades in till "Stigmatized".

## Låtlista
1. "My Final Bullet" – 4:40
2. "S.O.D.O.M." – 3:46
3. "Epitome of Torture" – 3:31
4. "Stigmatized" – 2:56
5. "Cannibal" – 4:19
6. "Shoot Today - Kill Tomorrow" – 4:01
7. "Invocating the Demons" – 4:25
8. "Katjuscha" – 3:43
9. "Into the Skies of War" – 3:51
10. "Tracing the Victim" – 4:46

Bonusspår på digipakutgåvorna
1. "Waterboarding" – 5:06
2. "Splitting the Atom" – 4:28

## Medverkande
Musiker
- Tom Angelripper – sång, basgitarr
- Bernd "Bernemann" Kost – gitarr
- Markus "Makka" Freiwald – trummor, slagverk

Produktion
- Waldemar Sorychta – producent, inspelningstekniker, mixning
- Dennis Koehne – inspelningstekniker, mixning, mastering
- Nadja Herten – låttexter
- Meran Karanitant – omslagskonst, design
- Anton York – foto